# رودي إيفنس
رودي إيفنس (بالفرنسية: Rhudy Evens)‏ (13 فبراير 1988 بغويانا الفرنسية في فرنسا - ) هو لاعب كرة قدم فرنسي في مركز الوسط. شارك مع منتخب غويانا الفرنسية لكرة القدم. أما مع النوادي، فقد لعب مع ASC Le Geldar ‏.

## روابط خارجية
- رودي إيفنس على موقع قاعدة بيانات كرة القدم.إي يو (الإنجليزية)
- رودي إيفنس على موقع ناشيونال فوتبول تيمز (الإنجليزية)
- رودي إيفنس على موقع Soccerway.com (الإنجليزية)